# كانيادا دي كالاترافا (سيوداد ريال)
بلدية كانيادا دي كالاترافا (بالإسبانية: Cañada de Calatrava)‏، هي إحدى بلديات مقاطعة سيوداد ريال إحدى مقاطعات إسبانيا، والتي تقع في منطقة قشتالة لا منتشا وسط إسبانيا.
يبلغ عدد سكانها 124 نسمة وفقاً لإحصائية سنة (2007).